# Heinrich Josef Schmidt

Heinrich Josef Schmidt

Heinrich Josef Schmidt (* 19. März 1889 in Oppershofen; † 15. Juni 1945 in Bochum) war ein deutscher Politiker (Zentrum).

## Leben und Wirken
Nach dem Besuch des Progymnasiums zu Dieburg und des Gymnasiums in Mainz, wo er das Abitur ablegte, studierte Schmidt Landwirtschaft an der Universität Gießen. Von 1914 bis 1918 nahm Schmidt als Leutnant der Reserve mit dem Infanterie-Regimentern 116 und 468 am Ersten Weltkrieg teil. Im Krieg wurde er mit dem Eisernen Kreuz beider Klassen, mit der Hessischen Tapferkeitsmedaille und dem Verwundetenabzeichen dekoriert.
Am 1. September 1919 übernahm Schmidt die Leitung des landwirtschaftlichen Kreisvereins in Lippstadt. Ferner wurde er Geschäftsführer der Milchkontrollvereine des Kreises Lippstadt, Vorsitzender des Besuchsringes des Kreises Lippstadt, Vorsitzender des Aufsichtsrates der Westfälischen Eierverwertungsgenossenschaft sowie Vorsitzender der Eierverwertungsgenossenschaft Lippstadt und Umgebung.
Politisch schloss Schmidt sich der katholischen Zentrumspartei an. Von Juli 1932 bis zum Juni 1933 saß er für diese als Abgeordneter im Reichstag, in dem er den Wahlkreis 18 (Westfalen-Süd) vertrat. Während seiner Abgeordnetenzeit stimmte Schmidt unter anderem für das von der Regierung Hitler eingebrachte Ermächtigungsgesetz vom 24. März 1933, das die juristische Grundlage für die Errichtung der NS-Diktatur bilden sollte.